# The Giggle
"The Giggle" (→낄낄거리는 소리, 디플 부제: 기글)는 영국의 SF 드라마 《닥터 후》 60주년 스페셜의 세번째 에피소드이다. 영국에서는 2023년 12월 9일에 BBC One과 BBC iPlayer에서, 해외에서는 동시각 (한국 기준 12월 10일)에 디즈니 플러스를 통해 공개되었다. 각본은 러셀 T 데이비스, 감독은 차냐 버튼이 맡았다.
14대 닥터 역의 데이비드 테넌트와 도나 노블 역의 캐서린 테이트가 출연하는 60주년 스페셜 시즌의 마지막 에피소드이다. 또한 15대 닥터 역의 슈티 개트와가 정규 시즌에 앞서 처음으로 출연하는 에피소드이며, 에피소드의 주 악역인 천상의 토이메이커 역으로 닐 패트릭 해리스가 캐스팅됐다. 이 밖에도 레스브리지스튜어트 준장의 딸이자 UNIT의 신임수장인 케이트 레스브리지스튜어트 역의 제마 레드그레이브, 6대 닥터의 동행자인 멜라니 부시 역의 보니 랭포드가 오랜만에 출연하였다.
이번 에피소드의 줄거리는 지난화 "Wild Blue Yonder"의 결말부에서 난장판이 된 세상의 원인을 찾기 위해 UNIT 본부로 간 14대 닥터와 도나 노블이 우주의 법칙을 초월한 존재, 토이메이커와 대적하는 이야기를 다루고 있다.

## 줄거리
1925년 영국의 한 남자가 런던 소호 거리의 장난감 가게를 방문한다. 그는 진한 독일 억양의 괴짜 주인으로부터 '스투키 빌'이라는  섬뜩한 인형을 구매한다. 이 남자는 존 로지 베어드의 조수로서 '텔레비전'이라는 새 발명품의 실험 송출을 위해 인형을 구매한 것이었다.
2023년 런던, 사람들이 이기적으로 변해버려 난장판이 된 거리 속에서 닥터와 도나, 윌프레드는 철통같은 엄호 속에 UNIT 본부 빌딩으로 이송된다. 그곳에서 닥터는 셜리 빙엄과 케이트 레스브리지스튜어트, 그리고 닥터의 옛 동행자였던 멜라니 부시와 재회한다. 무슨 일인지 궁금해하는 닥터와 도나에게 케이트는 세상이 이렇게 바뀐 것은 인공위성망이 전 지구를 대상으로 쏘는 의문의 신호 때문이었으며, UNIT 본부는 블링스 (Vlinx)라는 외계인 로봇의 도움으로 차단기를 몸에 지니어 영향을 받지 않을 수 있었다고 설명한다. 도나와 윌프레드 역시 닥터와 시간여행을 한 경험이 있어 영향을 받지 않았다. 도나와 멜은 해당 신호의 파장이 올라갔다 내려오는 어떤 일곱 음을 이루고 있음을 알아낸다. 곧이어 닥터는 그것이 일종의 웃음소리이며, 인간들이 사용하는 모든 스크린에 스투키 빌의 송출 영상이 오랫동안 띄워져 있었음을 알아낸다. 이어 스투키 빌 영상의 시간대를 추적하여 타디스를 타고 1925년으로 향한다.
장난감 가게로 향한 닥터와 도나는 괴짜 주인의 정체가 사실은 닥터가 어렸을 적에 대적하여 이겼던 '천상의 토이메이커'였음을 깨닫는다. 토이메이커는 우주의 법칙을 초월한 존재로서 자신의 세계를 가장하여 과학 법칙을 놀잇감으로 만들어 버리는 인물이었다. 닥터와 도나는 토이메이커의 미로 속에 갇혀 헤메다 공포스러운 인형이 있는 방에 처한다. 미로에서 빠져나와 무대의 객석에 강제 착석한 닥터와 도나는, 토이메이커로부터 '닥터는 에이미 폰드부터 플럭스에 이르기까지 매번 죽이고 없애 버렸다'는 내용의 비난 가득한 인형극을 본다. 토이메이커는 그간 수많은 강력한 적들이 자신에게 도전해 왔지만 전부 이겨 버렸고 마스터마저도 본인의 금니가 되었다고 자신한다. 닥터는 토이메이커에게 카드 빼기로 승부를 걸었다가 토이메이커에게 패하지만, 이윽고 닥터는 지난번에는 자신이 이겼으니 1대 1이라며 삼세판을 신청한다. 토이메이커는 마지막 한 번의 승부를 받아들여 '2023년에서 보자'는 말과 함께 장난감 상자 속으로 들어가고, 닥터와 도나는 다시 타디스를 타고 UNIT 본부로 향한다.
그 사이 UNIT은 갈바닉 빔을 이용해 위성 격추 준비에 나서고 있었으나 닥터가 도착한 지 머지않아 토이메이커가 춤을 추며 상자 속에서 등장하고 자신의 초월적 힘을 이용해 무장 병력들을 무력화시킨다. 어느새 갈바닉 빔을 차지해 버린 토이메이커는 지난 두 차례의 승부는 각기 다른 모습의 닥터를 상대했으니, 이제는 또 다른 닥터를 상대하겠다며 닥터를 갈바닉 빔으로 쏘아 버린다. 재생성에 나선 닥터는 놀랍게도 그냥 모습이 바뀌는 '재생성'이 아니라 '이중 재생성'을 하여 두 명의 닥터로 분리된다. 14대 닥터와 15대 닥터는 토이메이커에게 마지막 승부로서 캐치볼 게임을 신청한다. 연이은 캐치 끝에 승리한 두 닥터는 승부에서 이긴 대가로 토이메이커에게 영원히 존재하지 말라고 요구하고, 토이메이커는 본인의 군대가 몰려올 것이라는 말을 남긴 채 장난감 상자 속에 갇혀 버린다. 많은 사람들이 죽었다는 14대 닥터의 죄책감을 위로해 주는 15대 닥터의 모습을 뒤로 하고, 바닥에 떨어져 있던 토이메이커의 금니를 알 수 없는 누군가가 주워든다.
타디스로 향한 15대 닥터와 도나는 14대 닥터에게 쉼없이 달려왔던 시간 여행으로 빚어진 헌신과 희생을 이제는 내려놓고 쉬어야 할 때라고 설득한다. 도나는 닥터가 옛 얼굴을 되찾은 것은 자신과 그 가족에게 돌아가 함께 살아가기 위함이라는 것을 상기시킨다. 그럼에도 15대 닥터에게 타디스를 그저 넘길 수 없어 안타까워하던 14대 닥터. 15대 닥터는 토이메이커에게 이겼으니 그 상품을 받을 수 있는 효력이 아직 남아있을 것이라 말한다. 15대 닥터가 타디스를 망치로 한 대 치자, 정말로 또 하나의 타디스가 고스란히 복제되어 두 닥터의 곁에 타디스가 남게 되었다.
14대 닥터는 도나와 멜, 도나네 가족이 함께 모인 식사자리에 함께한다. 그토록 치열하게 싸워왔던 지난날을 뒤로 한 채, 누군가의 보금자리에 있다는 것 자체로, 이렇게 행복한 것은 처음이라는 소감을 남긴다. 한편 15대 닥터는 타디스를 타고 또다른 시공간 우주 탐험에 나선다.